# Steffen Wilhelm

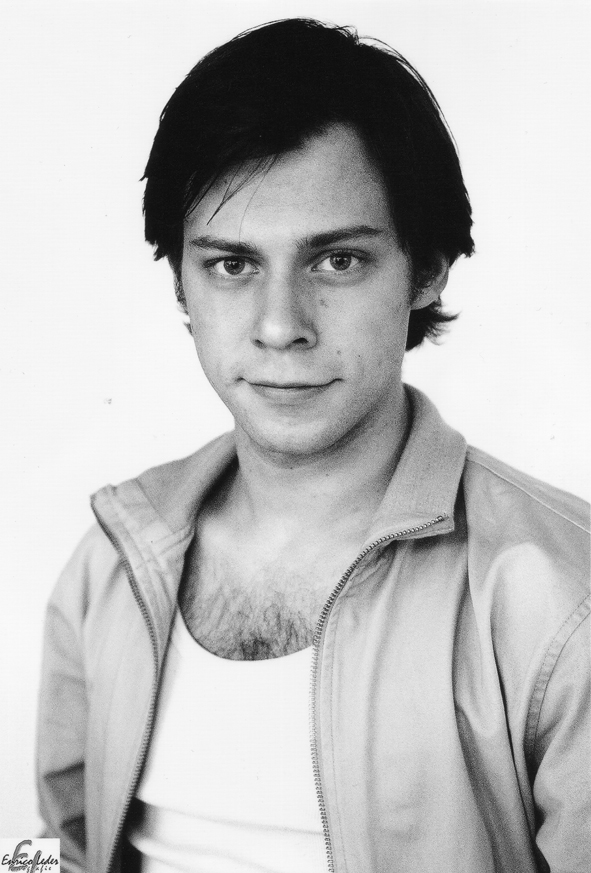
Steffen Wilhelm 2008

Steffen Wilhelm (* 8. August 1981 in Erfurt) ist ein deutscher Schauspieler und Regisseur.

## Leben
Er wuchs in Erfurt auf und besuchte dort das Evangelische Ratsgymnasium. Ab 2001 erhielt er eine Ausbildung als Schauspieler und Regisseur im Jugendtheater die Schotte in Erfurt. Seit dem gleichen Jahr legt er als DJ mit Spezialisierung auf die Diskoära (1978–1982) auf. Zusammen mit Paul Schröder gründete er 1997 das Duo Paul und Willi (ursprünglich „Suþcultura“), mit dem sie 2005 den Swiss Comedy Award und den Cabinet-Preis in der Kategorie Comedy und 2009 den BalconyTV Music Video Award gewannen.
2013 beendete er sein Sozialpädagogikstudium.
2010 gründete er mit Andreas Schulze, Angelique Kranholdt und Alexandra Stein die Improvisationstheatergruppe Improsant.

## Regiearbeiten (Auswahl)
- 2006: Piqué Dame von Alexander Puschkin (Co-Regie mit C. W. Olafson) im Theater die Schotte
- 2009: Der Nackte Wahnsinn von Michael Frayn (Co-Regie mit C. W. Olafson) im Theater die Schotte
- 2012: An der Arche um acht von Ulrich Hub (Co-Regie mit Uta Wanitschke) im Theater die Schotte
- 2012: Keine Leiche ohne Lily von Jack Popplewell Im Theater im Palais
- 2013: Wanted – Dein innere Western von C.W. Olafson, Sarah Bickrodt u. a. im Theater die Schotte
- 2013: Love Jogging von Derek Benfield im Theater im Palais
- 2014: Per Anhalter durchs Theater von Steffen Wilhelm und Ensemble im Theater die Schotte
- 2022: Stolz und Vorurteil von Jane Austen (Co-Regie mit Susanne Koschig) im Theater die Schotte

## Rollen (Auswahl)
- 2006: Franz von Moor in Die Räuber; Regie: Karl-Heinz Krause im Theater Schotte
- 2008: Peer Gynt in Peer Gynt; Regie: Matthias Thieme, Uta Wanitschke im Theater Schotte
- 2009: Gratiano in Der Kaufmann von Venedig; Regie: C. W. Olafson beim Neues Schauspiel Erfurt
- 2009: Lloyd in Der Nackte Wahnsinn von Michael Frayn (Co-Regie mit C. W. Olafson) im Theater Schotte
- 2012: Octave in Die Streiche des Scapin; Regie: Olaf Schulze beim Extempore